# 阿尔代什省
阿尔代什省（法語：Ardèche，法語發音：[aʁdɛʃ] ⓘ）是法國奧弗涅-羅訥-阿爾卑斯大區所轄的省份。該省編號為07。